# XLVII Festival Internacional de la Canción de Viña del Mar

El XLVII Festival Internacional de la Canción de Viña del Mar, o simplemente Viña 2006, se realizó del 22 al 27 de febrero de 2006 en el Anfiteatro de la Quinta Vergara, en Viña del Mar, Chile. Transmitido y organizado por Canal 13, fue dirigido por Ricardo de la Fuente y animado por Sergio Lagos y Myriam Hernández.

## Desarrollo

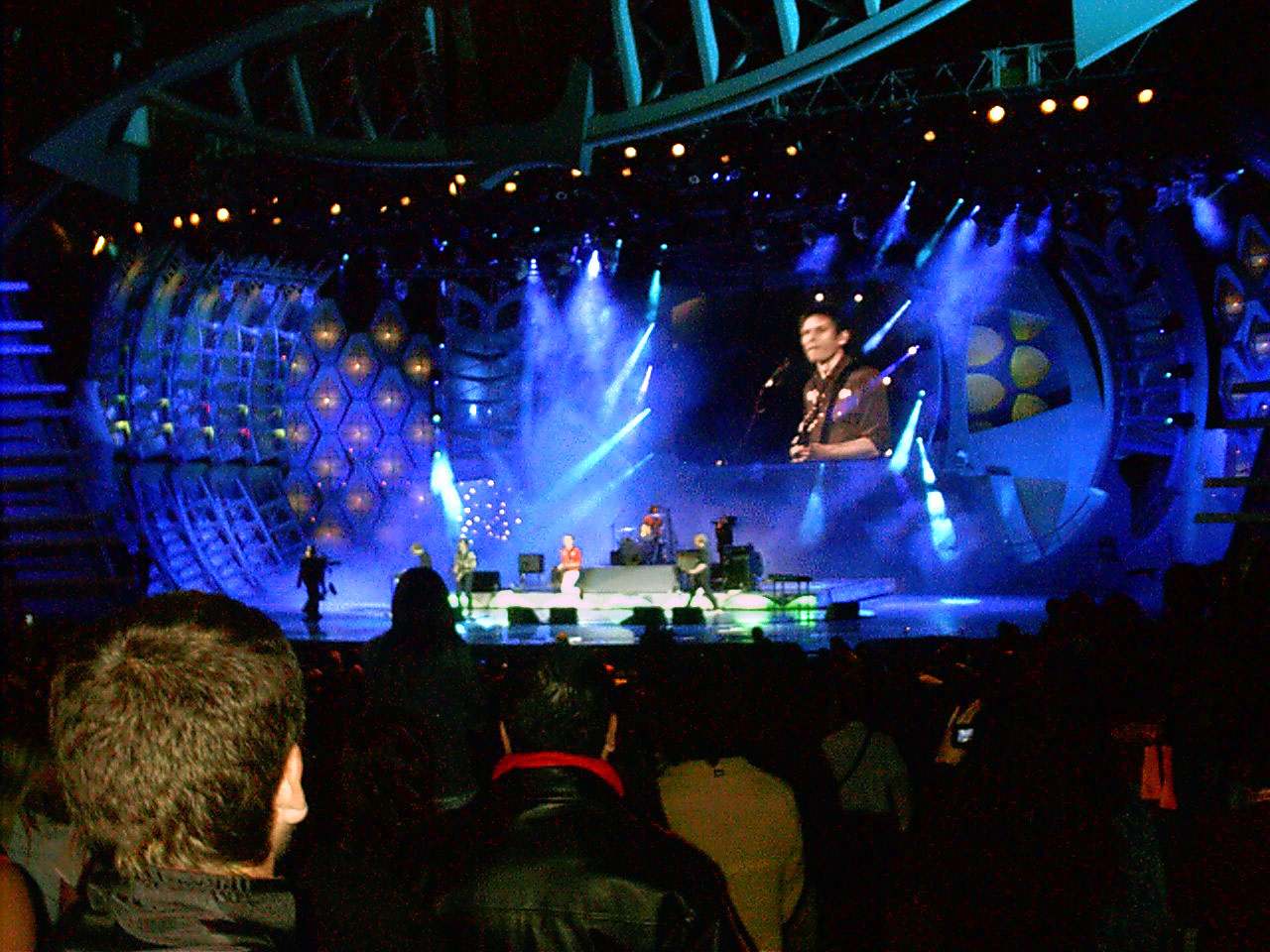
Presentación de Franz Ferdinand, 27 de febrero de 2006

La XLVII versión del Festival de Viña del Mar correspondió a la última versión licitada por Canal 13, el cual se adjudicó en el año 2000, pero para la próxima licitación se la adjudica junto a TVN haciendo un precedente en organización de eventos de tal envergdura entre dos canales en el país, el cual fue disputado con Mega.
A mediados de 2005, la Comisión Organizadora comenzó a confirmar la presencia de los artistas. Pero con el pasar de los meses, la "parrilla programática" sufrió la deserción de algunas de sus principales figuras: Simply Red y Jamiroquai desistieron de participar en el show veraniego, mientras Miranda! enfrentaba problemas legales por la utilización de su nombre que ponía en peligro su actuación. Ya a fines de año, buscando suplir la ausencia de estas figuras, Canal 13 anunció la contratación de la banda noruega a-ha y de Journey. Finalmente, la parrilla se cerraría con la contratación del grupo escocés Franz Ferdinand, luego de la presión realizada por sus seguidores tras el anuncio de su presentación como teloneros del concierto de U2 en Santiago, el 26 de febrero.
Sin embargo, días antes del Festival, se reveló que la Comisión Organizadora desechó la presentación de algunos artistas como Backstreet Boys, Manu Chao y una reunión de los integrantes de Sui Generis.

### Día 1 (Miércoles 22)
La primera emisión obtuvo un promedio de 45 puntos de índice de audiencia (1.060.000 personas) con un peak de 54 puntos. Tras una criticado baile durante la obertura y un vistoso beso entre los animadores, se dio paso a la exitosa presentación de Juan Luis Guerra, que tocó por más de una hora y recibió las antorchas de plata y de oro. Posteriormente, el dúo Andy & Lucas se presentó sin tener gran aceptación del público. A las 2.00 finalmente se presentó Miranda! ante un público que había asistido principalmente para presenciar su show. Luego de 25 minutos de canciones, la banda argentina recibió las dos antorchas y la gaviota de plata, antes de despedirse y cerrar la transmisión oficial. En la ocasión, Miranda! no pudo presentarse con su nombre oficial, debido a un conflicto que hubo con un empresario que decía tener los derechos de la marca Miranda en Chile.

### Día 2 (Jueves 23)
El show se inició con la presentación de José Feliciano. A pesar de las críticas de la prensa que lo consideraban un artista obsoleto, logró gran éxito en la Quinta Vergara, recibiendo las dos antorchas y la gaviota de plata tras cantar con la animadora Myriam Hernández. Posteriormente se presentó el humorista Carlos García, considerado como el número más débil del evento.

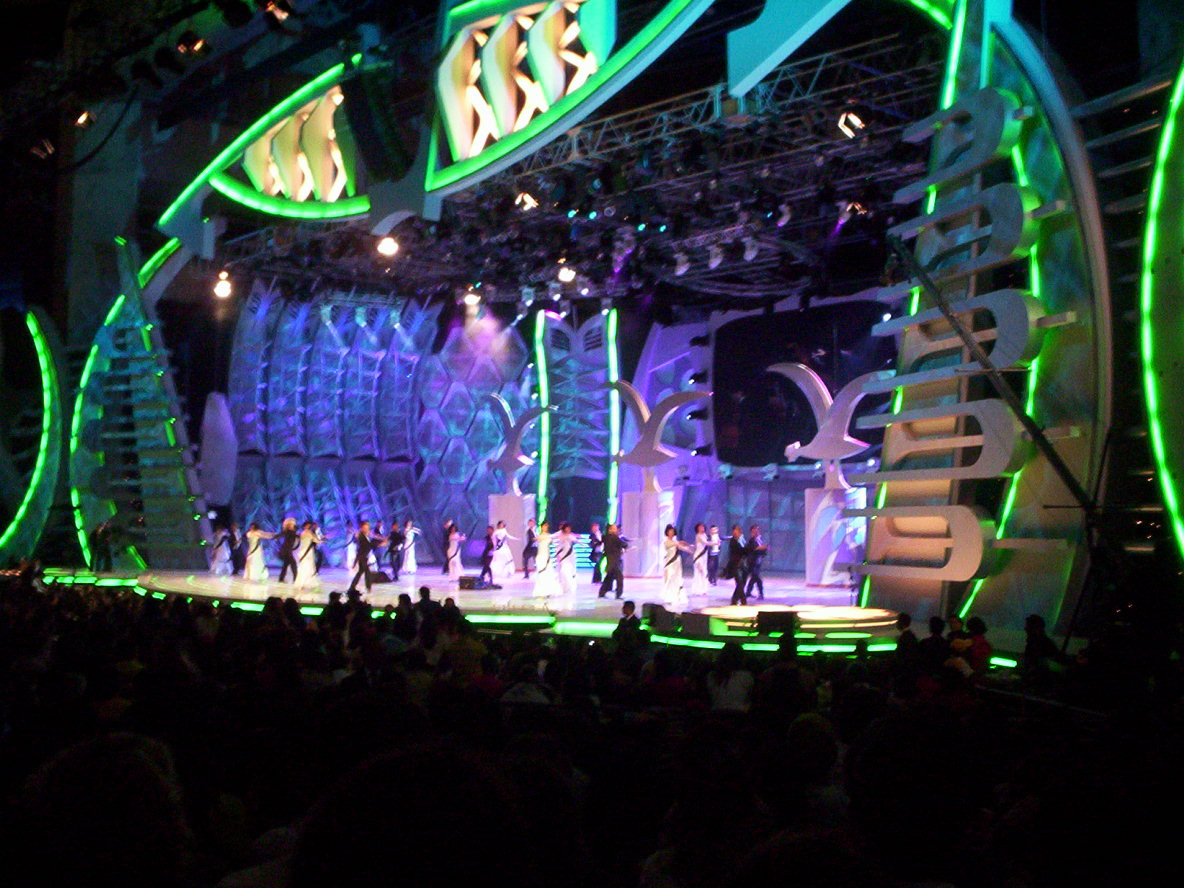
Obertura del evento, 23 de febrero de 2006.

Sin embargo, García logró ser respetado por el público y tuvo una buena presentación en que recibió la antorcha de plata y logró el peak de sintonía de la jornada (58,1 puntos a las 0.31). 
Tras las dos competencias se presentó el dúo Sin Bandera ante un público fanático y que coreaba todos los temas. Cerca de las 2.00, Sin Bandera se retiró tras obtener tres galardones, siendo seguidos por las pifias del público que exigía más canciones del dúo.
Las pifias se extendieron por veinte minutos hasta la aparición del grupo folclórico Illapu. A pesar de que muchas personas se retiraron, Illapu realizó una exitosa presentación obteniendo dos antorchas y una gaviota antes del cierre de la transmisión a las 3.20. La jornada tuvo un promedio de 34,8 puntos de ráting.

### Día 3 (Viernes 24)
Una de las presentaciones más criticadas del certamen internacional. Ante un público que coreaba todas sus canciones, la banda noruega A-ha se llevó los tres trofeos principales tras casi una hora y media de show. Tras la partida de los escandinavos, los presentes pifiaron y reavivaron al dormido Monstruo de la Quinta Vergara. Sus primeras víctimas fueron los bailarines de la obertura (retrasada para permitir la instalación de los instrumentos de A-ha) y Los Tigres del Norte, que fueron pifiados por su pobre presentación, debida a múltiples fallas de sonido. A continuación, el jurado de la competencia internacional Javier Estrada cantó dos canciones ante la indiferencia del público que exigía, a estas alturas, la presentación de la agrupación local Chancho en Piedra. El humorista Julio Sabala realizó una larga presentación de imitaciones en las que los animadores debían "rellenar", motivando el abucheo del público. Tras 39 minutos, Lagos y Hernández decidieron cortar la rutina para permitir el paso a la última tanda publicitaria. Finalmente, a las 2.15 se dio paso al show de Chancho en Piedra ante cientos de hermanos marranos (nombre que recibe su fanaticada) que les entregó los tres trofeos. Aunque a las 3.00 la transmisión televisiva acabó, el show se extendió en la Quinta Vergara por media hora más.

### Día 4 (Sábado 25)
El miércoles 22 se anunció el retiro del grupo Journey que se iba a presentar este día debido a que su vocalista se encontraba con neumonitis.
La jornada del día comenzó con la presentación del grupo Kansas, el cual deleitó al público de la Quinta Vergara, en especial cuando interpretaron su clásico tema Dust In The Wind, tras el cual recibieron la antorcha de plata. Luego de ellos, el Ballet Folclórico Nacional exhibió bailes típicos de Chile, provocando la ovación total de la gente. Mientras el público coreaba pidiendo la entrega de la gaviota de plata, los animadores iniciaron la presentación de la competencia folclórica. Myriam Hernández presentó a las cantantes representantes de Colombia, pero fue interrumpida en cuatro oportunidades en las que se les entregó al Bafona las antorchas de plata y de oro y, posteriormente, la gaviota de plata. El público exigió la entrega de la gaviota de oro, pero fue denegada por los animadores que argumentaron que dicho trofeo fue eliminado del certamen. Ante los gritos de los asistentes, fue entregada una nueva gaviota de plata a los folcloristas chilenos lo que permitió la continuación del evento y el aplauso del público a la participante colombiana que soportó, en un inicio, las pifias de la audiencia.
Después de las competencias, se presentó el humorista Coco Legrand, quien recibió la ovación de la gente. Presentando un entretenido análisis de la sociedad chilena actual, logró las risas del "Monstruo" ganando los tres galardones. Nuevamente el público exigió la gaviota de oro, a lo que el mismo humorista les recordó que esta ya no existía y él ya la había recibido en 2000. Agradeciendo a la gente y terminando su show de más de una hora ininterrumpida, se dio el pase a los últimos anuncios comerciales previos al cierre de la jornada con Joe Vasconcellos. Mientras gran parte del público ya se había retirado, el artista comenzó con su repertorio animando a los presentes. Recibió la antorcha de plata, mientras el público pedía la antorcha de oro, que no se entregó dado que los animadores ya se habían retirado del escenario y Canal 13 había cortado su transmisión televisiva. Joe Vasconcellos continuó cantando dos canciones más antes de terminar su show, y la jornada de la cuarta noche.
El peak de sintonía de la noche alcanzó los 62 puntos de ráting durante la presentación de Coco Legrand pasada las 1.00.
- Wikiquote alberga frases célebres de o sobre la presentación de Coco Legrand.

### Día 5 (Domingo 26)
En esta jornada nuevamente no hubo apertura, y después del rito del beso entre los animadores, se dio el inicio a la noche con el artista Alejandro Fernández. El cantante de rancheras y baladas deleitó al público de la Quinta Vergara, en especial a las féminas asistentes, que le entregó los tres galardones. Luego de la competencia folclórica se presentó el varieté de la belga Martyn Chabry, que logró los aplausos del público por su habilidad para cambiar su vestuario en segundos y su dominio de los instrumentos de percusión.
Después de la competencia internacional, los animadores presentaron al grupo Amaral. El dúo logró ganarse al "Monstruo" con su música, lo que fue premiado con la antorcha de plata. A pesar de que el público coreaba la antorcha de oro, Sergio y Myriam despidieron a Amaral sin darles el galardón. A continuación los animadores anunciaron la canción ganadora de la competencia folclórica, Canción de Agua y Viento de Chile, que recibió la gaviota de plata y el premio de 30 mil dólares. La mención de mejor intérprete fue para la canción Tierra de Café, de Colombia.
Terminando con la mención de las tres canciones finalistas de la competencia internacional, se dio el pase a los réclames, anticipando la llegada del artista más esperado por el público. Presentado por un Sergio Lagos muy enérgico, se hizo presente el rey del reguetón Daddy Yankee. Gente de diferentes edades bailó y coreó todas sus canciones al ritmo del reguetón, y la euforia e histeria colectiva se hizo presente en los más jóvenes. Sus canciones y su facilidad de improvisación le garantizaron la ovación del público, quien premió a Daddy Yankee con los tres galardones. Fue tal la euforia que varios jóvenes se subieron al escenario, mientras los guardias intentaban impedirlo. Haciendo caso omiso del pedido del público de la gaviota de oro, inexistente en esta versión, los conductores se retiraron y Canal 13 cerró sus transmisiones; no obstante, la fiesta continuó en la Quinta Vergara con cuatro canciones más, hasta que los guardias ya no lograron controlar a la gente y se dio por terminado el show, cerrando así la penúltima noche del Festival.
El peak de sintonía de la noche lo logró Alejandro Fernández, con 50,3 puntos de índice de audiencia a las 23.29. El promedio de la jornada fue de 41,1 puntos, empatando con la jornada de la noche anterior.

### Día 6 (Lunes 27)
La última noche del Festival se inició con una apertura de bailarines y la promoción de la nueva teleserie de Canal 13, Descarado. Después del pase a comerciales se presentó al grupo escocés Franz Ferdinand, que logró cautivar al "Monstruo" con sus canciones en más de una hora de presentación. Lograron llevarse la gaviota de plata y las dos antorchas. Los animadores anunciaron los comerciales mientras el público coreaba por el regreso del grupo, lo que no se concretó. 
Luego de la competencia internacional, el varieté de humor de D'Holmikers, proveniente de Suiza, subió al escenario. Por medio de una rutina artística que mezclaba disfraces, acrobacias y humor, logró el aplauso de la mayoría del público, mientras una parte seguía pidiendo a los escoceses. Justo después los animadores presentaron a David DeMaría, quien logró que el público coreara una de sus canciones. Sin embargo, no hubo premios para el artista, dado que la gente estaba ansiosa por el número de humor de la noche.

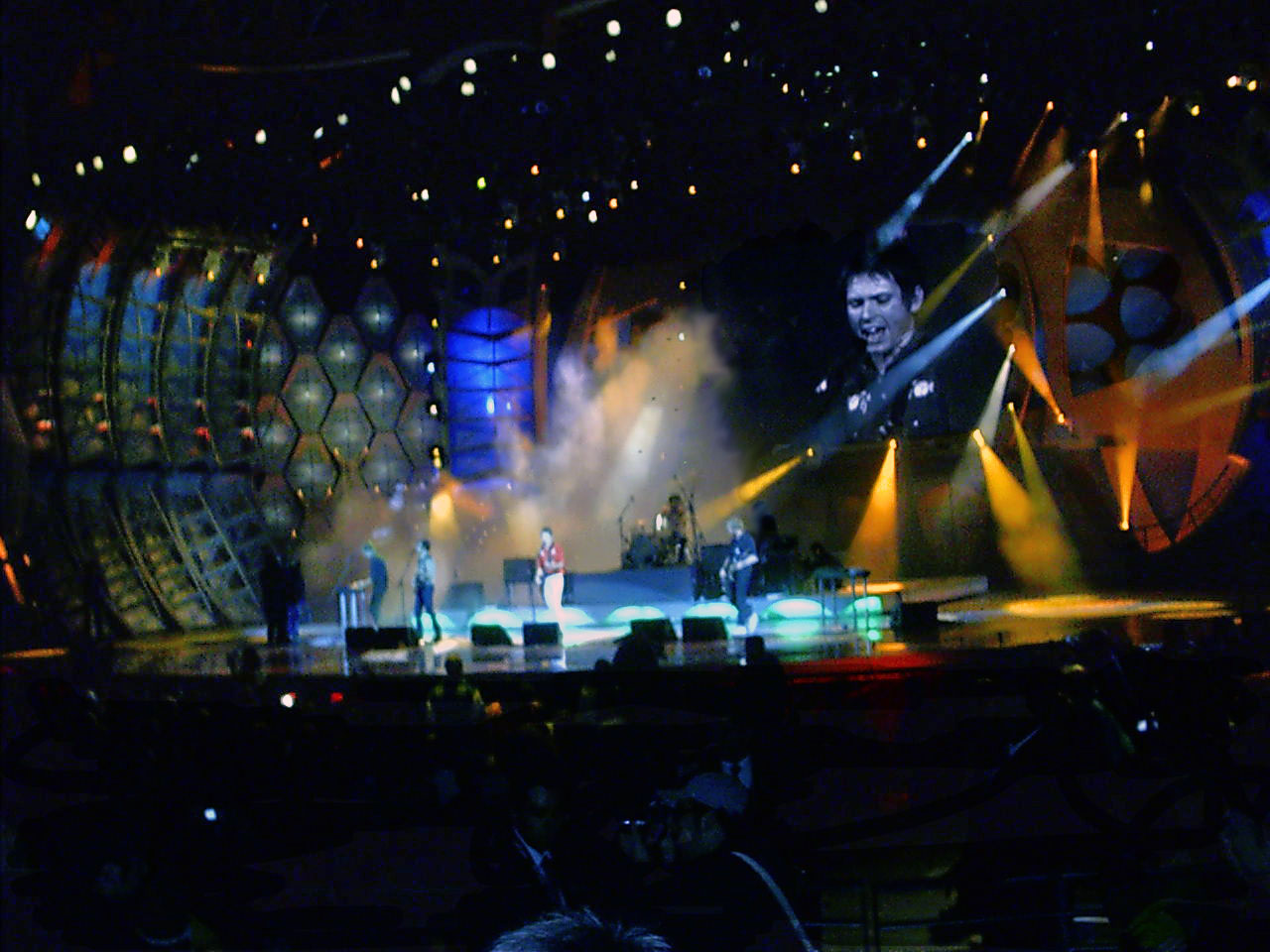
Presentación de Franz Ferdinand, 27 de febrero de 2006.

Sergio presentó al humorista Ruperto, quien tuvo el cariño de la gente desde el inicio de su presentación. Con su estilo de "borrachito", sus acrobacias y su humor blanco, mantuvo un diálogo con Sergio Lagos, quien le ayudaba a realizar su show. La gente rio en variadas ocasiones con el actuar del humorista, quien era pedido cada vez que Sergio hacía ademán de despedirlo del escenario, lo que era parte de la presentación. El público no dudó en pedir los galardones y Sergio anunció la antorcha de plata para Ruperto y, unos segundos después, la versión de oro, mientras el público coreaba ya la entrega de la gaviota de plata. Después de la segunda parte de su presentación, le fue concedido el máximo galardón a un Ruperto muy emocionado (quien salió de su personaje para agradecer su triunfo), el cual rindió tributo a los grandes humoristas y artistas del circo chileno, mientras la gente le coreaba "Ídolo" y "Se lo merece". Durante su presentación obtuvo un peak de 75 puntos de índice de audiencia, el más alto de toda la historia del Festival de Viña del Mar, por sobre los 65 puntos obtenidos por Axé Bahía en 2002.
Finalizando el evento, se entregaron los resultados de la Competencia Internacional. La canción ganadora de la Gaviota de Plata fue Dilo de una vez de Costa Rica, mientras el premio a mejor intérprete fue para La Gocha, representante de Venezuela, con la canción Cumbia y Reggaeton. Además, fue mencionado el ganador del premio al artista más popular, que fue el portorriqueño Daddy Yankee. 
Tras la última tanda publicitaria se dio inicio al cierre del Festival con la presentación de La Gran Sonora de Chile. Turnándose entre La Sonora de Tommy Rey y La Sonora Palacios, lograron hacer bailar a un público muy entusiasta, a pesar de que gran parte se había retirado. Después de corear por bastante tiempo los galardones, los animadores entregaron la antorcha de plata, y segundos después la antorcha de oro, una para cada Sonora. El público siguió pidiendo la gaviota de plata, que finalmente no fue entregada. Sergio Lagos y Myriam Hernández agradecieron al público, a Canal 13 y a la Comisión Organizadora del certamen, presentando una sorpresa preparada para el cierre de la jornada: un baile en conjunto por los bailarines del festival y el Bafona, que presentó sus trofeos conseguidos la noche del sábado, junto a la música con la orquesta oficial del Festival dirigida por el maestro Horacio Saavedra. Los presentadores finalmente cantan una pequeña canción y, muy emocionados, se despiden del público, dando el broche de oro a la última jornada del XLVII Festival Internacional de la Canción de Viña del Mar.

## Jurado

### Competencia internacional
- Michel Vega
- David DeMaría
- Kiara
- Eli Barreto
- Javier Estrada
- Pamela David
- Jorge Zabaleta
- Hernaldo Zúñiga (presidente del jurado)

### Competencia folclórica
- Martín Urieta
- Isabel Parra
- Juan Falcón
- Gloria Arancibia
- Víctor Yunes (presidente del jurado)
- Paula Molina
- Vasco Moulian

## Competencias

### Competencia internacional
| País           | Título             | Autor                          | Compositor               | Intérprete              |
| Ganador        | Ganador            | Ganador                        | Ganador                  | Ganador                 |
| -------------- | ------------------ | ------------------------------ | ------------------------ | ----------------------- |
| Costa Rica     | Dilo de una vez    | Humberto Vargas Valerio        | Humberto Vargas Valerio  | Humberto Vargas Valerio |
| Finalistas     |                    |                                |                          |                         |
| Chile          | Hoy                | Álvaro Véliz                   | Eric Phillips            | Álvaro Véliz            |
| España         | Qué haría contigo  | José María "Chema" Purón       | José María "Chema" Purón | Lucía Pérez             |
| Semifinalistas |                    |                                |                          |                         |
| Argentina      | Rompecabezas       | Melina Gurvich                 | Mariano Gurvich          | Mariano y Melina        |
| México         | Arder              | Enrique Campos Buchelly        | Enrique Campos Buchelly  | Alejandra Ávalos        |
| Participantes  |                    |                                |                          |                         |
| Colombia       | Sola               | Sandra Gómez Pinzón            | Sandra Gómez Pinzón      | Mónica y Sandra         |
| Estados Unidos | Heroes             | Mitchel A. Delevie             | David Allen Morgan       | David Allen Morgan      |
| Italia         | Nicole             | Paolo Fornaro                  | Paolo Fornaro            | Paolo Fornaro           |
| Reino Unido    | Hold               | Geoffrey Robert Walsh          | Geoffrey Robert Walsh    | Outroads                |
| Venezuela      | Cumbia y Reggaeton | Norma Domínguez y Juan Marcelo | Maria Edilia Rangel      | La Gocha                |

- Mejor intérprete: La Gocha,  Venezuela.

### Competencia folclórica
| País          | Título                   | Autor                     | Compositor                | Intérprete                                  |
| Ganador       | Ganador                  | Ganador                   | Ganador                   | Ganador                                     |
| ------------- | ------------------------ | ------------------------- | ------------------------- | ------------------------------------------- |
| Chile         | Canción de agua y viento | Elizabeth Morris          | Elizabeth Morris          | Elizabeth Morris y Grupo                    |
| Finalistas    |                          |                           |                           |                                             |
| Colombia      | Tierra de café           | Liliana Jaramillo         | Marcela Cárdenas          | Liliana Jaramillo y Claudia Gómez           |
| Perú          | Puras mentiras           | Ruth María Huamaní Vargas | Ruth María Huamaní Vargas | Marú                                        |
| Participantes |                          |                           |                           |                                             |
| Argentina     | Pero no pudieron         | José Tcherkaski           | Silvina Tabbush           | Silvina Tabbush                             |
| México        | Mi nombre es México      | Gaudencio Cruz García     | Gaudencio Cruz García     | Roberto Núñez y Mariachi Real Santa Cecilia |
| Uruguay       | Sinfonía nocturna        | Erika Büsch Guadalupe     | Erika Büsch Guadalupe     | Erika Büsch y Grupo                         |

- Mejor intérprete: Claudia Gómez y Liliana Jaramillo,  Colombia.

## Elección de la Reina
El 24 de febrero, todos los periodistas acreditados participaron en la elección de la Reina del Festival, elección organizada por el diario La Cuarta. Tras la elección en el año anterior de la modelo y vedette argentina Luciana Salazar, diversas modelos argentinas se presentaron como candidatas al certamen,aunque se hizo una excepción, que la reina del año anterior pudiera defender el título durante esta temporada, cosa que finalmente sucedió. Sin embargo, la ganadora la modelo chilena Tonka Tomicic, que promovió su eslogan "100% natural" para contrarrestar la presencia de diversas modelos que se habían sometido a cirugía plástica.
De los 262 votos, las más votadas fueron:
1. Tonka Tomicic, modelo chilena : 157 votos
2. Pamela David, modelo argentina: 31 votos
3. Karina Jelinek, modelo argentina: 11 votos
4. Jessica Cusnier, modelo argentina: 10 votos.
5. Amalia Granata, modelo argentina: 9 votos

## Entradas
- Galería: $6.500 - US$12,5
- Platea: $11.000 - US$21,2
- Platea Golden: $15.000 - US$28,9
- Platea Premium: $27.000 - US$52,1
- Platea Preferencial: $42.000 - US$81,0
- Palco: $55.000 - US$106,1
- Box vip (10 personas): $550.000 - US$1.060,6

Cifras expresadas en pesos chilenos y en dólares estadounidenses. Conversión realizada según datos del 21 de febrero de 2006 (US$1 = CL$915,7)